# Molophilus (Austromolophilus) werrikimbe
Molophilus (Austromolophilus) werrikimbe is een tweevleugelige uit de familie steltmuggen (Limoniidae). De soort komt voor in het Australaziatisch gebied.